# والری کامنسکی
والری کامنسکی (روسی: Валерий Викторович Каменский؛ زادهٔ ۱۸ آوریل ۱۹۶۶) بازیکن هاکی روی یخ اهل روسیه بود.
از باشگاه‌هایی که در آن بازی کرده‌است می‌توان به نیویورک رنجرز اشاره کرد.